# Petar Klarić
Prof. dr. sc. Petar Klarić (Cista Velika, 25. svibnja 1939.), hrvatski pravnik, sveučilišni profesor, bivši sudac i predsjednik Ustavnog suda Republike Hrvatske.
Osnovnu školu završio u Ceriću, a gimnaziju u Vinkovcima 1958. godine. Diplomirao je na Pravnom fakultetu u Zagrebu 1962. godine. Na istom fakultetu stekao stupanj magistra znanosti iz područja međunarodnog prava 1966. (tema rada: Pojedinac kao subjekt međunarodnog prava) te znanstveni stupanj doktora znanosti iz područja građanskog prava 1982. (tema disertacije: Pravna osnova za štetu). Pravosudni ispit položio je 1969. godine.
Od 1966. pravni referent i savjetnik u nekoliko pravnih osoba, većinom u gospodarstvu. Od 1974. profesor na Višoj upravnoj školi u Zagrebu. Od 1983. docent, izvanredni profesor pa redoviti profesor na Katedri za građansko pravo Pravnog fakulteta Sveučilišta u Zagrebu. Od 1974. do 1984. glavni i odgovorni urednik časopisa Privreda i pravo, a od 1995. do 2000. glavni i odgovorni urednik časopisa Zbornik Pravnog fakulteta u Zagrebu. Od listopada do prosinca 1999. godine dekan Pravnog fakulteta Sveučilišta u Zagrebu. 
Od 1990. do 1999. vanjski član Odbora za zakonodavstvo i Odbora za Ustav i Poslovnik Zastupničkog doma Hrvatskog sabora.
Za suca Ustavnog suda Republike Hrvatske izabran je 7. prosinca 1999. godine, čiji je dopredsjednik od 2000. do 2003., a predsjednik od 2003. godine do 2007 godine. 
Autor i koautor više udžbenika, znanstvenih monografija te drugih znanstvenih i stručnih radova iz područja građanskog prava. Važniji radovi su mu "Osnove imovinskog prava", "Odštetno pravo", "Građansko pravo", koji su doživjeli nekoliko izdanja. Voditelj radne skupine stručnjaka za izradu Zakona o obveznim odnosima. Surađuje na znanstveno-istraživačkom projektu Prilagodba građanskopravnog uređenja Hrvatske. Redoviti član-utemeljitelj Akademije pravnih znanosti Hrvatske. Predavač na poslijediplomskom studiju iz obveznog prava Pravnog fakulteta Sveučilišta u Zagrebu. Organizator, predavač i sudionik brojnih znanstvenih i stručnih domaćih i međunarodnih savjetovanja, seminara i drugih skupova.